# NGC 1390
NGC 1390 este o galaxie spirală situată în constelația Eridanul. A fost descoperită în 1886 de către Frank Muller.